# 和菜头

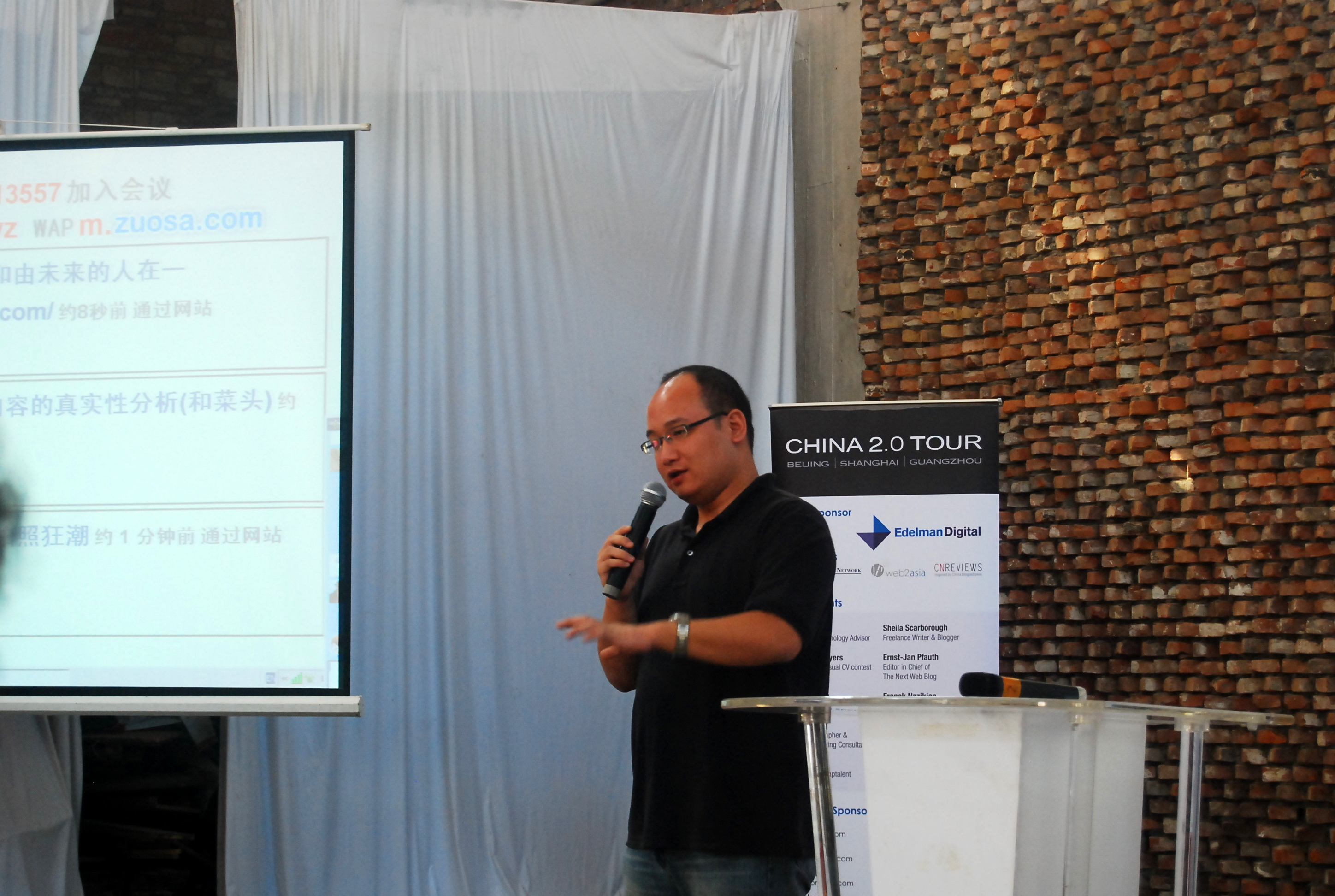
和菜头

和菜头（1975年11月5日—），真名和鉴，是一位中国网络作家。

## 生平
1975年出生于云南昆明，白族，毕业于南京大学气象专业。2008年加入腾讯公司，曾任博客频道副总监。从1997年开始接触互联网，此后开始在几个网络论坛上发表大量的网文，代表作有发表于新浪网论坛的对央视版《笑傲江湖》的评论文章《金刚金刚脸，把戏把戏学》，堪称此类文章的登峰之作。其人性格豪爽，交友无数，嗜烟酒，曾在中国青年报担任过专栏作者，出版过一本文集《我打不赢爱情》。先后于泡网，博客中国，新浪博客开过Blog，后终因陷入网络论战而主动关闭。后自购一域名自立门户开办独立博客槽边往事。

## 著作
- 《我打不赢爱情》
- 《饭醉记录——一个饕餮之徒的美食记忆》
- 《槽边往事》2015
- 《你不重要，你的喜欢很重要》